# Västlig klippuggla
Västlig klippuggla (Strix hadorami) är en nyligen urskild fågel i familjen ugglor inom ordningen ugglefåglar.

## Kännetecken

### Utseende
Arten är en medelstor uggla (kroppslängd 29-35 centimeter, vingspann 70-80 centimeter) med relativt stort huvud. Den påminner om en liten kattuggla med den smala mörka kilen ner mot näbben, men har gula ögon och i allmänhet en ofläckad ljus dräkt. Undersidan är inte längsstreckad utan endast subtilt tvärvattrad i ockra. Ansiktet är också ljust och otecknat. I flykten syns de kraftigt tvärbandande ving- och stjärtpennorna.

### Läte
Fågelns sång är ett rytmiskt hoande med fem stavelser, mer lik turkduva än kattuggla i rösten med avsaknad av vibrato: doo... oh-do do-do. Ungarna tigger med en fin nysning.

## Utbredning och systematik
Fågeln förekommer mycket lokalt i Syrien, Israel, nordöstra Egypten och på Arabiska halvön. Den behandlas som monotypisk, det vill säga att den inte delas in i några underarter.

### Artstatus
Arten beskrevs först 2015 och fram tills nyligen fördes populationen till arten Strix butleri, då under det svenska namnet klippuggla. Typexemplaret för butleri härstammar från Ormara i Pakistan, insamlat av den engelske ornitologen Edward Arthur Butler. Butler skickade exemplaret till Allan Octavian Hume som beskrev arten 1878 och hedrade Butler med det vetenskapliga namnet butleri. 
2013 upptäcktes en tidigare okänd population av en Strix-uggla i Oman som skilde sig både morfologiskt och i sina läten från klippugglan så som den var känd från sina populationer i exempelvis Israel. Den beskrevs följaktligen som en ny art, Strix omanensis, dock enbart utifrån inspelningar av läten och fotografier, inte från genetiskt material eller insamlade exemplar.
2015 presenterades en studie av typexemplaret från butleri som visade att även denna skilde sig från alla andra klippugglepopulationer och att den mer liknande ugglan som hittats i Oman. Artikelförfattarna till studien kom till slutsatsen att omanensis med största sannolikhet är synonym med butleri och beskrev de övriga klippugglepopulationerna som en egen art, Strix hadorami. Birdlife Sveriges taxonomikommitté gav därefter butleri det svenska namnet östlig klippuggla, medan hadorami fick heta västlig klippuggla.

## Ekologi
Västlig klippuggla påträffas i karga bergstrakter, i öknar med wadis och klippiga kanjoner. Den lever av smågnagare och insekter. Boet placeras i en hålighet i en klippa.

## Status och hot
Arten har ett stort utbredningsområde och en stor population med stabil utveckling som inte tros vara utsatt för något substantiellt hot. Utifrån dessa kriterier kategoriserar internationella naturvårdsunionen IUCN arten som livskraftig (LC). Världspopulationen har inte uppskattats, men den beskrivs som relativt vsnlig.